# Citadelle souterraine de Verdun
La citadelle souterraine de Verdun est un ensemble de galeries creusées à la fin du XIXe siècle sous la citadelle de Verdun, dans le département de la Meuse en région Grand Est.
La citadelle haute est construite au XVIIe siècle selon les plans de Jean Errard après la prise de la ville par le roi Henri II en 1552. Une fois la ville définitivement rattachée au royaume de France en 1648, Vauban est chargé d'améliorer ses fortifications. Après la guerre franco-allemande de 1870, la ville rentre dans le système Séré de Rivières et se retrouve au centre de la place fortifiée de Verdun constituée de nombreux forts.
La citadelle souterraine, ou citadelle basse, est creusée à la fin du XIXe siècle et cumule 7 km de galeries à la fin de la Première Guerre mondiale. Elle sert à la fois de refuge, de poste de commandement et de base de ravitaillement. Le 10 novembre 1920, elle accueille la cérémonie de désignation du Soldat inconnu qui repose sous l'Arc de triomphe de l'Étoile à Paris.
La citadelle est inscrite aux monuments historiques depuis le 24 octobre 1929.

## Historique

### Citadelle haute (XVIe–XVIIesiècles)

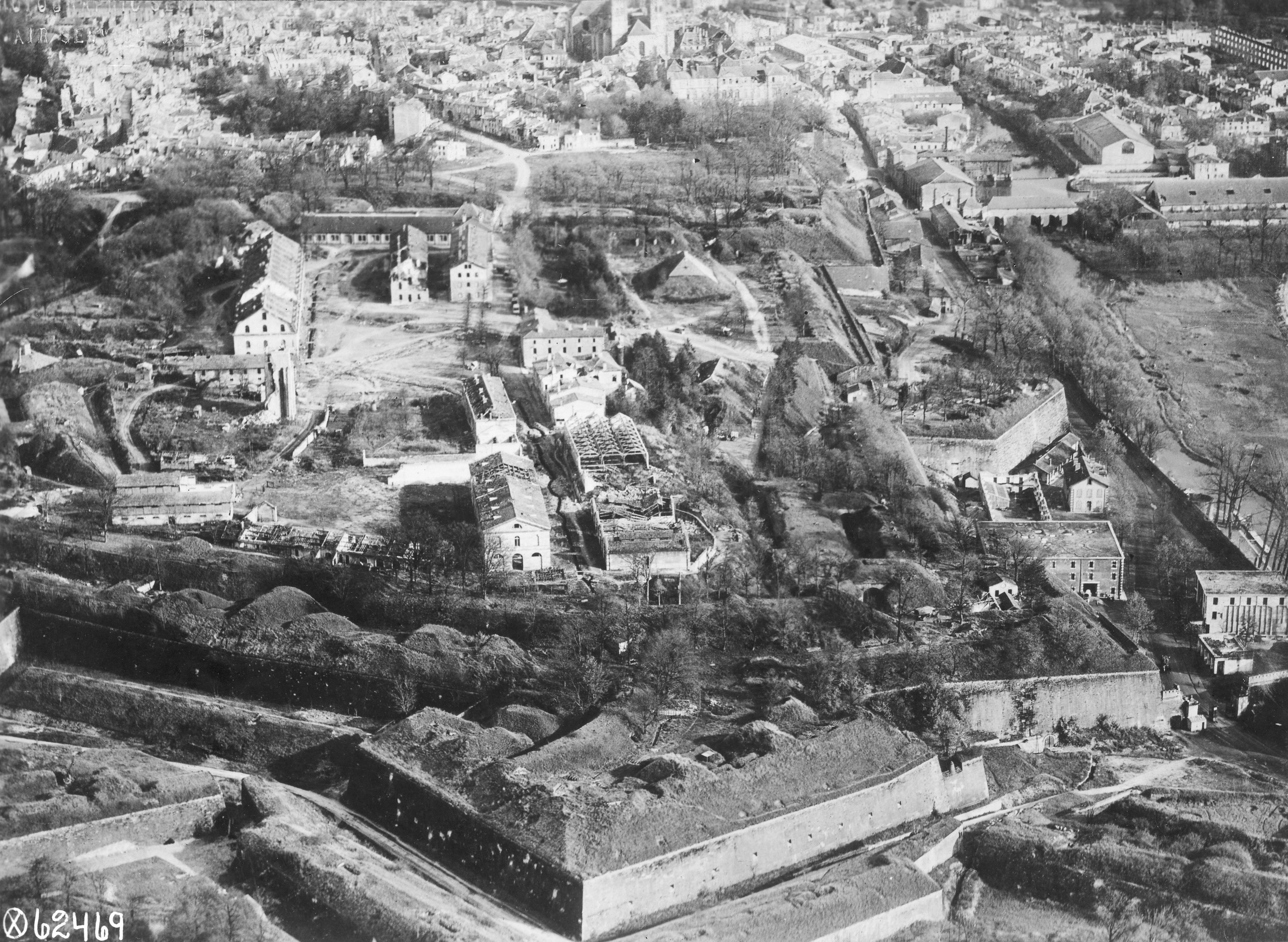
Photographie aérienne de la citadelle haute en 1918.

En 1552, le roi de France Henri II prend la ville de Verdun au Saint-Empire romain germanique dans le cadre du « Voyage d'Allemagne ». Il décide de consolider les fortifications médiévales et une citadelle est construite de 1567 à 1634. Mais le chantier n'avance pas à cause des guerres de religion. Il faut attendre 1624, en pleine guerre de Trente Ans, pour que les travaux commencent réellement après que Louis XIII ait demandé au maréchal de Marillac, lieutenant-général des Trois-Évêchés et gouverneur de Verdun, d'achever rapidement les fortifications. Le tracé de la citadelle de 1601 est modifié en 1626. La citadelle s'étend sur 20 hectares sur le mont Saint-Vanne. Les ingénieurs du roi et mathématiciens Pierre de Conty d'Argencour, Jacques Aleaume et Claude Chastillon dirigent la construction selon les plans et principes de l'ingénieur militaire barisien Jean Errard,. 
En 1648, le traité de Münster, faisant partie des traités de Westphalie, confirme le rattachement de la cité et de l'évêché de Verdun au royaume de France. Louis XIV confie à l'ingénieur et architecte militaire Vauban le soin d'améliorer la défense de la ville,. Les travaux débutent en 1674 et s'arrêtent en 1692 avant de reprendre en 1698. La citadelle compte alors plusieurs bastions, des casernes, un arsenal, un magasin d'artillerie, un magasin à blé, des magasins à poudre...
Après la guerre franco-allemande de 1870, la France met en place le système Séré de Rivières, conçu par le général Raymond Adolphe Séré de Rivières. 19 forts sont construits autour de la ville, tels que les forts de Vaux, de Souville ou de Douaumont, qui forment la place fortifiée de Verdun.

### Citadelle souterraine (XIXe–XXesiècles)
À la fin du XIXe siècle, les ingénieurs militaires, Guinot et Rouillon de Gironville, veulent faire de la citadelle une base logistique. De 1886 à 1893, des galeries sont creusées sous 16 m de roches et forment la citadelle souterraine de Verdun (ou citadelle basse en opposition à la citadelle haute). En 1914, les galeries cumulent une longueur de près de 4 km, et à la fin de la guerre, elles s'étendent sur 7 km,,.
La citadelle souterraine pouvait accueillir 2 000 hommes et servait à la fois de refuge, de poste de commandement et de base de ravitaillement. Elle se composait de six magasins à poudre, sept magasins de munitions, une boulangerie, un moulin, un central téléphonique et télégraphique, des machines élévatrices d'eau pour la ville et les forts, des cuisines et de vastes magasins,. Lors de la bataille de Verdun de 1916, la citadelle souterraine accueille jusqu'à 10 000 soldats et les fours à pains produisent 28 000 rations de pain par jour.

« Puissant réduit recouvert de lourdes masses de terre, la citadelle de Verdun est plus qu'une caserne, c'est une redoute, c'est le point de contact entre l'Avant et l'Arrière. C'est là qu'aboutissent toutes les relèves, c'est de là qu'elles partent toutes - c'est la gare de triage entre la Guerre et la Paix. »

— Gaston Gras, Douaumont.

### Choix du Soldat inconnu

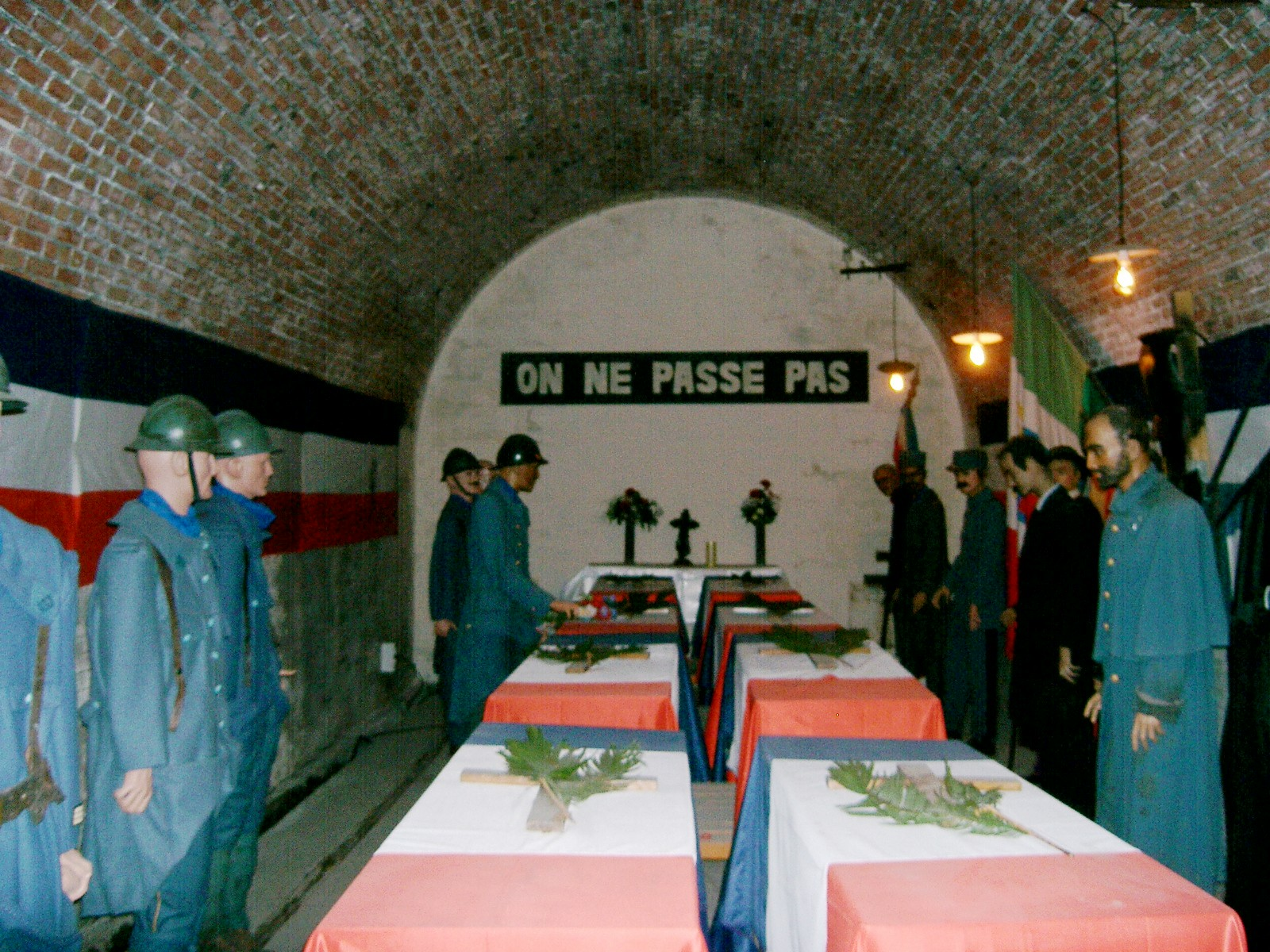
Reconstitution de la cérémonie du choix du Soldat inconnu.

Le 8 novembre 1920, l'Assemblée nationale approuve à l'unanimité un projet de loi visant à déposer sous l'Arc de triomphe de l'Étoile les restes d'un soldat inconnu mort pour la France au cours de la Première Guerre mondiale. Les champs de bataille sont découpés en neuf secteurs : Flandres, Artois, Somme, Marne, Chemin des Dames, Champagne, Verdun, Lorraine et Alsace.
Le 9 novembre 1920, huit cercueils sont acheminés à la citadelle de Verdun. Le neuvième n'est pas retenu car il subsiste un doute sur la nationalité du corps exhumé.
Le 10 novembre 1920, a lieu la cérémonie de désignation du soldat inconnu. Dans une galerie de la citadelle souterraine transformée en chapelle ardente, les cercueils, recouverts d'un drapeau tricolore, sont alignés deux par deux. En présence de nombreux officiels, le ministre des Pensions André Maginot tend un bouquet de fleurs au caporal Auguste Thin. Ce dernier doit désigner le Soldat inconnu en déposant le bouquet sur l'un des cercueils : il choisit le 6e cercueil,.

« Il me vint une pensée simple : j'appartiens au 6e corps. En additionnant les chiffres de mon régiment, le 132e, c’est également le chiffre 6 que je retiens. La décision est prise : ce sera le 6e cercueil que je rencontrerai. »

— Auguste Thin.
Le Soldat inconnu est emmené à Paris tandis que les sept autres cercueils sont transférés à la nécropole nationale du Faubourg-Pavé et forment « le carré des 7 Inconnus »,.

### Après-guerre
Le 24 octobre 1929, la citadelle est inscrite aux monuments historiques.
En 2009, le circuit touristique est modernisé, en remplaçant les installations vieillissantes par du matériel technologique neuf.
En 2016, des travaux de rénovation prévus pour le début de l'année sont retardés pour des raisons environnementales et techniques. Il s'agit de mettre en place une nouvelle scénographie utilisant la réalité virtuelle.

## Architecture
La citadelle souterraine est creusée sous 16 m de roches et compte 4 km de galeries en 1914 et 7 km à la fin de la guerre. Cinq galeries principales de 4 à 6 m de large sont orientées ouest-est. Elles sont coupées perpendiculairement par quatre galeries de 2,50 m de large dites « d'écoute »,.
Elle se compose de six magasins à poudre, sept magasins de munitions, une boulangerie, un moulin, un central téléphonique et télégraphique, des machines élévatrices d'eau pour la ville et les forts, des cuisines et de vastes magasins.

## Tourisme

### Visite
La visite de la citadelle souterraine se fait à bord d'une nacelle audioguidée qui parcourt les galeries et retrace le rôle de la France et de Verdun dans la Première Guerre mondiale.

### Fréquentation
| Année     | 2003    | 2004    | 2005    | 2006    | 2007    | 2008    | 2009   | 2010   | 2011   | 2012   | 2013   |
| Visiteurs | 115 972 | 119 000 | 106 797 | 111 730 | 103 274 | 103 950 | 79 340 | 80 042 | 92 289 | 91 765 | 93 830 |